# 二酸化鉛
二酸化鉛（にさんかなまり）は鉛と酸素の化合物。化学式はPbO2。酸化鉛(IV) 、過酸化鉛とも呼ぶ。鉛蓄電池などの電極の材料として用いられる。
黒色から褐色の斜方晶系であるα相と、黒色で正方晶系のβ相の多形があり、比重はそれぞれ9.773と9.696 グラム毎立方メートル (g/cm3) である。水には不溶で、塩酸には塩素を発生しながら溶ける。天然には、α相がscrutinyite（1988年記載）、β相がプラットナー石（1845年記載）として産出するが希産である。
日本では毒物及び劇物取締法により劇物に、また消防法により第1類危険物に指定されている。

## 合成方法
実験室では2価の一酸化鉛を酸化剤で酸化するか、溶液を電気分解し、陽極酸化によって合成する。もしくは硝酸鉛を水に溶かして水酸化ナトリウム水溶液を加え、水酸化鉛(II)の沈殿を生成する。これにペルオキソ二硫酸カリウムを加えてpH12〜13、30〜60℃で攪拌し、80℃に加熱した後に濾過・洗浄すると沈殿が得られる。これを硝酸溶液に入れて90℃で加熱処理するとα相の二酸化鉛が得られる。
なお、硝酸鉛を水に溶かし、硝酸銀水溶液を加えてから水酸化ナトリウム水溶液を加え、70〜80℃で塩素を吹き込み攪拌すると沈殿が生成する。これを洗浄し、90℃の酢酸に入れて攪拌するとβ相のPbO2が得られる。
工業的には酢酸鉛をさらし粉で酸化することで得られる。